# Hawk (альбом)
Hawk — третий и последний студийный альбом дуэта Марка Ланегана и Изобель Кэмпбелл, изданный в 2010 году.

## Об альбоме
Hawk записывался Марком Ланеганом и Изобель Кэмпбелл в течение 2009 года по всему Соединённому Королевству и Соединённым Штатам. В записи нескольких песен приняли участие приглашённые музыканты: американский автор-исполнитель Вилли Мэйсон, шотландский басист и пианист Билли Уэллс, а также американец японского происхождения — гитарист Джеймс Иха.

## Отзывы
Рецензент Allmusic Марк Деминг в обзоре Hawk особо отметил одноимённую с альбомом композицию — «взрывной саксофонный блюз, топающий и хорохорящийся так сильно, что не остаётся места для вокала» и «тёмную атмосферную „You Won’t Let Me Down Again“ с гитарой любезного Джеймса Иха», а также написал, что «поначалу маловероятная музыкальная пара — интригующая смесь горького и сладкого — превратилась в жизнеспособное постоянное партнёрство». Том Брэйхан из Pitchfork в обзоре альбома отметил «необъяснимую химию весёлого свиста шотландской звезды и гравийного наркотического вокала гранж-парня». Обозреватель Los Angeles Times Микаэль Вуд написал, что Hawk, полный классических американских жанров — кантри, фолка, блюза, рокабилли — наконец освоил «новую территорию: „Come Undone“ звучит в стиле ретро-соула 1970-х, а „Get Behind Me“ взрывается в духе гаражного рока группы The White Stripes». Критик The Guardian Мадди Коста негативно отозвался о «предсказуемости» нового альбома. Автор Chicago Tribune Грэг Кот — напротив, заявил, что Hawk полон неожиданных поворотов «делающих его нечтом большим, чем просто пересказом проверенной формулы».

## Список композиций
| #   | Название                    | Продолжительность |
| --- | --------------------------- | ----------------- |
| 1.  | We Die and See Beauty Reign | 2:56              |
| 2.  | You Won’t Let Me Down Again | 3:30              |
| 3.  | Snake Song                  | 2:48              |
| 4.  | Come Undone                 | 5:44              |
| 5.  | No Place to Fall            | 3:17              |
| 6.  | Get Behind Me               | 5:09              |
| 7.  | Time of the Season          | 4:28              |
| 8.  | Hawk                        | 2:28              |
| 9.  | Sunrise                     | 2:32              |
| 10. | To Hell and Back Again      | 4:46              |
| 11. | Cool Water                  | 3:38              |
| 12. | Eyes of Green               | 1:51              |
| 13. | Lately                      | 4:48              |